# Hannover–Minden nagysebességű vasútvonal
A Hannover–Minden nagysebességű vasútvonal egy 64,4 km hosszú, 15 kV, 16,7 Hz-cel villamosított, kétvágányú, helyenként négyvágányú nagysebességű vasútvonal Németországban Hannover és Minden között. Ez az egyik legfontosabb Alsó-Szászországi vonal. Ez köti össze Alsó-Szászország fővárosát, Hannovert Wunstorffal, Stadthagennel, Bückeburggel, Mindennel, Osnabrückkel, Amszterdammal és a Ruhr-vidékkel. A vonalon távolsági, regionális, S-Bahn és tehervonatok közlekednek. A vonal 1847 október 15-én nyílt meg. 1984-ben, 23,5 kilométeres szakaszon Bückeburg és Haste között a sebességet 200 km/h-ra emelték. Utána 1985-ben egy újabb 13,0 kilométeres szakaszon Hannover és Wunstorf között volt emelés.